# リン・チェイニー
リン・アン・ヴィンセント・チェイニー（英語: Lynne Ann Vincent Cheney ，1941年8月14日 - ）は、アメリカ合衆国の文学者、著作家、政治討論番組の司会。第46代アメリカ合衆国副大統領ディック・チェイニーの妻でもある。2001年1月20日から2009年1月20日までアメリカ合衆国のセカンドレディの役割を担った。

## 生い立ち
リン・アン・ヴィンセントは1941年8月14日にアメリカ合衆国のワイオミング州ハモントンにて出生した。父親のウェイン・エドウィン・ヴィンセント（1915–1975）はエンジニアであり、母親のエドナ・ロリータ・ヴィンセント（1919–1973）は副保安官を務めた。モルモン開拓者の子孫で祖先にはデンマーク人（Danes）、スウェーデン人、イングランド人、アイルランド人、ウェールズ人も含まれる。長老派を信仰する家庭に育ったが、ディック・チェイニーと結婚した後はメソジストに改宗している。
最初に学んだコロラドカレッジでは文学学士号と最高評価を獲得し、その後にコロラド大学ボルダー校では文学修士号を取得、ウィスコンシン大学では19世紀のイギリス文学を専門として文学博士号を取得した。

## 経歴
リンは1986年から1993年まで「全米人文科学基金」の会長を務めた。1995年には高等教育改革専門のシンクタンク「アメリカ信託校友協議会」の共同設立者の1人となった。
また、CNNの政治討論番組『クロスファイア』の共同司会を務めたこともあった。
1995年以降はロッキード・マーティン社の取締役を務めたが、夫ディック・チェイニーのアメリカ合衆国副大統領就任直前の2001年1月5日に年間12万ドルの収入が見込めるこの役職を辞任する意思を表明した。

### セカンドレディ

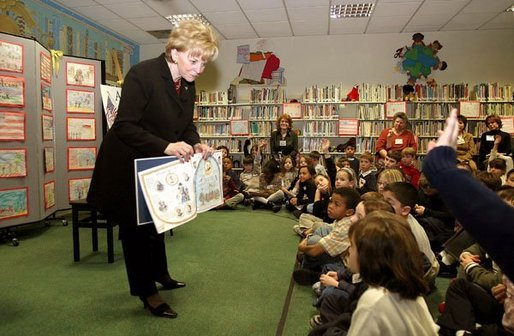
2004年1月27日、イタリアのヴィチェンツァの小学校。生徒達の前で自身の著作の朗読を行うリン夫人

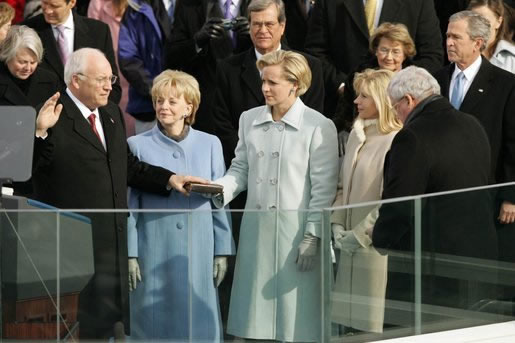
2005年1月20日。（左から右へ）副大統領二期目を開始した夫ディック、リン、次女メアリー、長女リズ

アメリカ合衆国のセカンドレディとなったリンは暴力的で性的に露骨な内容の歌詞であるとしてヒップホップ界の大物エミネムらを繰り返し批判することで注目を浴びた。彼女は同様のコンテンツを取り扱うコンピュータゲームメーカーに対しても強く抗議している。
リンは国粋主義的な考えの持ち主でもある。カリフォルニア大学ロサンゼルス校（UCLA）で策定された子供達の歴史学習のための国家基準について「アメリカがこれまで達成してきた偉業について十分に肯定的であるとは言えない」という理由で反対し、特に黒人女性で奴隷解放運動指導者であるハリエット・タブマンに関する記述が多過ぎるとして批判を展開した。このために、2004年夏にアメリカ合衆国教育省は小学生が国の歴史を学習するのを手助けするために保護者向けに発行された冊子30万冊以上を廃棄し、UCLAの基準に沿った記述が削除されることになった。

## 家族
リン・アン・ヴィンセントはディック・チェイニーと1964年8月29日に結婚式をあげた。夫婦は2人の娘をもうけている。
- エリザベス・リン “リズ” チェイニー（1966年7月28日生まれ[14]） - 5人の子供を持つ弁護士で、夫はフィリップ・ペリー（英語版）（ワシントンD.C.の法律事務所のパートナーで上級官職を歴任）[15]。過去に国務省で働き、近東問題担当国務次官補（英語版）代理を務めた[16]。2016年（2018年再選）、ワイオミング州からアメリカ合衆国下院議員選出、2019年より共和党下院議会総会議長である。
- メアリー・クレア・チェイニー（1969年3月14日生まれ[17]） - 本人はレズビアンであることをカミングアウトしているが、母親のリンは2001年8月1日に出演したテレビ番組においてこの件で質問されて「メアリーはそのようなことを発言したことはない」と述べ、不快感を示した[18]。リン夫人はその後に浮上した同性結婚の禁止などを目的とした憲法修正案については保守主義の立場から従来通り「各州レベルで討議すべき」と反対の意思を表明している[19]。2012年6月22日に長年の同性愛パートナーであるヘザー・ポーと結婚した[20]。同性結婚に強く反対する姉のリズとはこの件で激しく対立している[21]。

## 著書
リン·チェイニーは数冊の本の著者または共著者である。
- Executive Privilege (1979年) (ISBN 978-0671240608）
- Sisters（英語版） (1981年) (ISBN 978-0451112040)
- Kings of the Hill: Power and Personality in the House of Representatives (1983年) (ISBN 978-0826402301)  - 夫のディック・チェイニーとの共著
- American Memory: A Report on the Humanities in the Nations Public Schools (1987年) (ISBN 978-0160042843）
- The Body Politic: A Novel (1988年) (ASIN B002T1CSO4)  - ヴィクター・ゴールド（英語版）との共著
- Academic Freedom (1992年) (ISBN 978-1878802132)
- Telling the Truth: Why Our Culture and Our Country Have Stopped Making Sense - And What We Can Do About It (1995年) (ISBN 978-0684811017)
- America: A Patriotic Primer (2002年) (ISBN 978-0689851926)
- A is for Abigail : An Almanac of Amazing American Women (2003年) (ISBN 978-0689858192)
- When Washington Crossed the Delaware : A Wintertime Story for Young Patriots (2004年) (ISBN 978-0689870439)
- A Time for Freedom: What Happened When in America (2005年) (ISBN 978-1416909255)
- Our 50 States: A Family Adventure Across America (2006年) (ISBN 978-0689867170)
- Blue Skies, No Fences: A Memoir of Childhood and Family (2007年) (ISBN 978-1416532880)
- We the People: The Story of Our Constitution (2008年) (ISBN 978-1416954187)
- James Madison: A Life Reconsidered (2014年) (ISBN 978-0670025190)

## 演じた人物
- エイミー・アダムス - 映画・バイス、2018年公開[22]